# Astropecten jarli
Astropecten jarli är en sjöstjärneart som beskrevs av Madsen 1950. Astropecten jarli ingår i släktet Astropecten och familjen kamsjöstjärnor. Inga underarter finns listade i Catalogue of Life.